# بطولة تونس لألعاب القوى 1963
بطولة تونس لألعاب القوى 1963 هو الدورة 8 من بطولة تونس لألعاب القوى.

فاز بهذا الموسم الزيتونة الرياضية.

## روابط خارجية
- الموقع الرسمي للجامعة التونسية لألعاب القوى.